# Who Wants to Get Down?
Who Wants to Get Down? è un EP split dei due artisti e amici Joey Cape e Jon Snodgrass. L'Ep è composto da due sole tracce, una per artista: I'm not gonna save you di Joey Cape è una traccia registrata durante le registrazioni dell'album solista Bridge, mentre Jon Snodgrass ripropone una nuova versione della sua classica Brave with strangers

## Tracce
1. Joey Cape - I'm Not Gonna Save You
2. Jon Snodgrass - Brave With Strangers

## Formazione
- Joey Cape - voce, chitarra
- Jon Snodgrass - voce e chitarra